# Амано, Такаси
Такаси Амано (яп. 天野 尚 Амано Такаси,  18 июля 1954, Ниигата — 4 августа 2015, там же) — японский фотограф и аквариумный дизайнер, создатель нового направления в оформлении пресноводных аквариумов — «Природный аквариум» (англ. Nature Aquarium), учредитель престижного ежегодного конкурса аквадизайна IAPLC, основатель компании «Aqua Design Amano» (ADA).
Такаси Амано профессионально занимался велоспортом, был участником и победителем многочисленных соревнований по велотреку, автор многих фотоальбомов и книг, изданных на нескольких языках.

## Биография
Такаси Амано родился 18 июля 1954 года в японском городе Ниигата. Во время учёбы в школе Такаси Амано проявляет интерес к аквариумистике, увлекается живописью, начинает заниматься велоспортом.
За 17 лет своей спортивной карьеры профессионального велосипедиста Такаси Амано выступил в 1078 заездах, получив в общей сложности 1,6 млн долларов призовых, которые он вложил в свои увлечения фотографией и аквадизайном. Он закончил свои выступления в велоспорте в 1990 году.
Начиная с 1975 года Такаси Амано совершает путешествия по тропическим лесам Амазонки, Западной Африки и острова Борнео, а также по девственным лесам Японии. Во время своих путешествий он много времени уделяет работе над серией фотографий, посвящённых дикой природе, нетронутой человеком, которые впоследствии были представлены на нескольких международных выставках и в публикациях.
Исследование и фотографирование крупнейших тропических лесов планеты стало для Такаси Амано делом всей его жизни, впоследствии он предпринял ещё несколько экспедиций на Рио-Негро и Амазонку. Из своих экспедиций Такаси Амано привозил образцы тропических рыб и растений, уникальные фотографии, посвящённые жизни подводных обитателей этих рек. Эти наблюдения впоследствии стали основой для его новой концепции в аквадизайне, получившей название «природный аквариум».
В 1982 году Такаси Амано основал компанию «Aqua Design Amano» (ADA), которая занимается производством аквариумного оборудования. К концу 1990-х годов компания ADA производила широкий ассортимент товаров, включающий в себя грунты для аквариума, системы подачи углекислого газа и ножницы для стрижки аквариумных растений, в 2012 году оборот компании составил 12,2 млн долларов. Компания ADA также занимается коммерческим оформлением и обслуживание аквариумов, является спонсором ежегодного международного конкурса аквадизайна IAPLC, учреждённого Такаси Амано. Будучи CEO компании Такаси Амано лично занимался оформлением и разработкой дизайна аквариумов больших объёмов.
Такаси Амано провёл много лекций по результатам своих фотографических экспедиций и наблюдениям за дикой природой в разных странах мира, в том числе в Германии, Италии, Португалии, Польше, России, США, Китае, Индии и Малайзии, выступал в защиту программ, направленных на сохранение окружающей среды. Также одним из его последних проектов было тщательное документирование мельчайших подробностей дикой природы Японии, так как он опасался, что техногенный процесс приведёт к непоправимым её изменениям.
Такаси Амано был автором многих фотоальбомов и книг, среди которых фотоальбом «Nature Aquarium World», фотоальбом «Glass no Naka no Daishizen», переведённый на семь языков, написал цикл статей, посвящённых природному аквариуму в авторитетных аквариумных журналах — Practical Fishkeeping (Великобритания) и Tropical Fish Hobbyist (США).
Такаси Амано скончался в собственном доме в городе Ниигата 4 августа 2015 года от пневмонии, явившейся осложнением рака. Последние годы своей жизни он провёл за работой над подборкой фотографий для автобиографической книги «Origin of Creation» и одноименной фотовыставки.

## Карьера фотографа
Во время своих путешествий по тропическим лесам планеты и девственным лесам Японии Такаси Амано сделал много фотографий дикой природы с мельчайшей детализацией. Его работы были представлены на международном уровне на нескольких выставках и в публикациях, удостоены гран при Fuji Film Nature Photo Contest (1992).
Две пейзажных фотографии Такаси Амано «Нетронутый кедровый лес в Садо» были представлены во время рабочего обеда саммита G8 на острове Хоккайдо. Изменение климата и окружающая среда являлись основной темой саммита, проходившего в Японии.
Такаси Амано специализировался на широкоформатной фотографии, в своих работах он пользовался фотографическим оборудованием компаний Deardoff и Wisner. Для того, чтобы добиться высокой детализации фотографий, он применял специальную плёнку, изготовленную для него компанией Fuji, площадь кадра в которой достигала 8 на 20 дюймов. Такаси Амано избегал современных методов обработки фотографий, предпочитая естественные цвета и текстуры переданные фотоплёнкой.
Такаси Амано был президентом Ассоциации фотографов окружающей среды англ. International Environment Photographers Association, членом Общества профессиональных фотографов Японии англ. Japan Professional Photographers Society (JPS), Ассоциации рекламных фотографов Японии англ. Japan Advertising Photographers' Association (APA), Общества научной фотографии англ. Society of Scientific Photography (SSP).

## Акваскейп
Такаси Амано ещё в школьные годы увлёкся аквариумистикой — его исследование китайского макропода или, как его ещё называют китайской райской рыбки, в школьной лаборатории было отмечено премией.
В 1971 году Такаси Амано делает свои первые шаги в проектировании, оформлении и фотографировании аквариумов.
В 1977 году Такаси Амано вводит в практику применение искусственной дозированной подачи углекислого газа в аквариумах с водными растениями, впоследствии это начинание совершает переворот в содержании растительных аквариумов. К своему открытию Амано приходит, когда стремится добиться более быстрого роста растений в своих аквариумах, свои первые эксперименты он проводил с сухим льдом, пока случайно не обратил внимание на газированную воду.
Следующие 15 лет своей жизни Такаси Амано посвящает разработке собственной концепции в акваскейпе, некоторые из его работ того периода можно увидеть в его ранних книгах. Такаси Амано является основателем нового направления в аквадизайне — «природный аквариум» англ. Nature Aquarium. Концепция природного аквариума возникла у Амано во время его экспедиций, по мере накопления фотографического материала, её выражением является требование «учиться у природы» англ. Learn from Nature, то есть создание природного аквариума — это стремление быть максимально приближенным к естественным природным водоёмам. Концепция «природного аквариума» затрагивает не только дизайн аквариума и материалы, используемые при его оформлении, но и населяющих его гидробионтов и водных растений.
Популяризация нового течения аквадизайна было одним из важных направлений деятельности Такаси Амано. Он активно путешествовал по миру с циклом лекций, посвящённых «природному аквариуму». Благодаря его усилиям новая концепция завоевала широкое признание в среде акариумистов.
В 1992 году доктор Герберт Р. Аксельрод назвал Такаси Амано «художником, который использует аквариум как холст, а аквариумные растения как краски». Он представил в аквариумном формате, такие понятия, как «дзен» и «wabi-sabi», ввёл в аквадизайн такие направления, как «iwagumi» и «wabi-kusa», сосредоточив основное внимание на оформлении аквариума, выдвинув на передний план, такие детали как камни, коряги и растения, в то время, как рыбам отводилась второстепенное значение. Такаси Амано популяризировал десятки аквариумных растений, таких как Riccia, Glossostigma, Hemianthus и многие другие.
В 1982 году Такаси Амано основал компанию «Aqua Design Amano» (ADA) по производству аквариумного оборудования. Будучи CEO компании Такаси Амано лично занимался оформлением и разработкой дизайна аквариумов больших объёмов. Его последней работой было оформление крупнейшего в мире природного аквариума «Леса под водой» англ. Forests Underwater, длиной 40 метров, шириной 2,5 метра и объёмом 160 кубометров, для океанариума в Лиссабоне. На оформление аквариума ушло 4 тонны песка, 25 тонн вулканической породы с Азорских островов и 78 стволов деревьев из Шотландии и Малайзии, аквариум населяют 46 видов растений и 40 видов тропических пресноводных рыб. Аквариум был открыт 22 апреля 2015 года.
В 2001 году Такаси Амано основывает Международный конкурс по оформлению растительных аквариумов англ. International Aquatic Plants Layout Contest (IAPLC), это наиболее известный конкурс аквадизайна с призовым фондом 1,5 млн иен, проводится в Японии под эгидой компании ADA. В 2014 году в конкурсе приняли участие 2320 заявок из 64 стран. Такаси Амано принимал непосредственное участие в голосовании и отборе кандидатов как член жюри конкурса.

## Интересные факты
Такаси Амано ввёл в аквариумистику пресноводную креветку Caridina multidentata, он обратил внимание на тот факт, что креветки этого вида активно поедают водоросли в аквариумах с водными растениями и сразу же заказал поставщику партию из нескольких тысяч креветок. С тех пор креветка, которая сейчас больше известна под названием креветка Амано, быстро стала очень популярной, её можно встретить в аквариумах во всём мире.
Также в своих работах Такаси Амано широко использовал растение Riccia fluitans, которое получило в среде аквариумистов второе название риччия Амано.

## Выставки
| Год  | Название                                                    | Место проведения                         | Город, страна   |
| ---- | ----------------------------------------------------------- | ---------------------------------------- | --------------- |
| 1998 | Urin-Ujou                                                   | Fuji Photo Salon                         | Токио, Япония   |
| 2004 | Dare mo Shiranai Amazon                                     | Niitsu Art Forum                         | Ниигата, Япония |
|      | The Rio Negro                                               | Nizayama Forest Art Museum               | Тояма, Япония   |
| 2006 | The Rio Negro                                               | Nature Info Plaza—Marunouchi Saezurikan  | Токио, Япония   |
|      | Sozo no Genten Amazon                                       | Toki Messe                               | Ниигата, Япония |
|      | Kusatsu-Amazon                                              | Niigata Daiwa                            | Ниигата, Япония |
| 2007 | Sado-From bottom of the Sea to the Pristine Forest          | Tokyo Metropolitan Museum of Photography | Токио, Япония   |
|      | Daremo Shiranai Sado                                        | Niigata Prefectural Civic Center         | Ниигата, Япония |
| 2008 | Daremo Shiranai Sado                                        | Amusement Sado                           | Ниигата, Япония |
| 2009 | Sado — a Natural Treasure of Japan                          | Qatar Photography Society                | Доха, Катар     |
|      | Sado — the Pristine Cedar Trees                             | Fuji Photo Salon                         | Токио, Япония   |
|      | Acqua spettacolo E Risorsa Dall’Amazzonia All’Isola di Sado | Archivio Centrale Dello Stato            | Рим, Италия     |
| 2010 | Beautiful Landscapes of Niigata                             | View Fukushimagata                       | Токио, Япония   |

## Фотогалерея

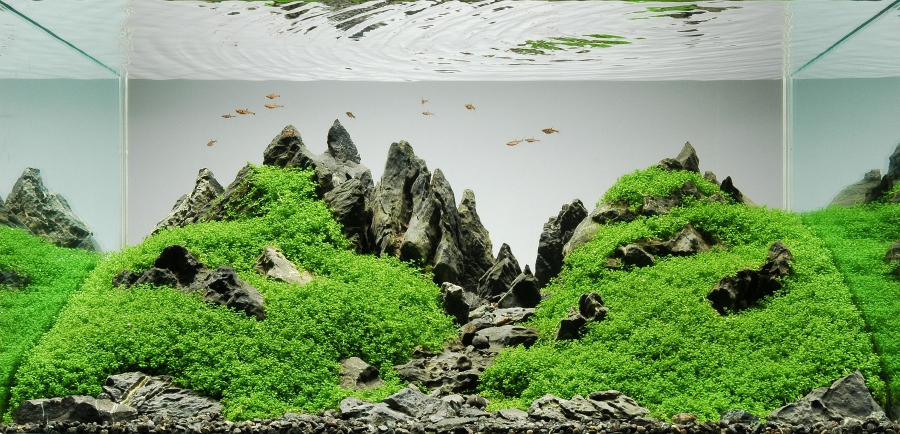
Природный аквариум в стиле Такаси Амано
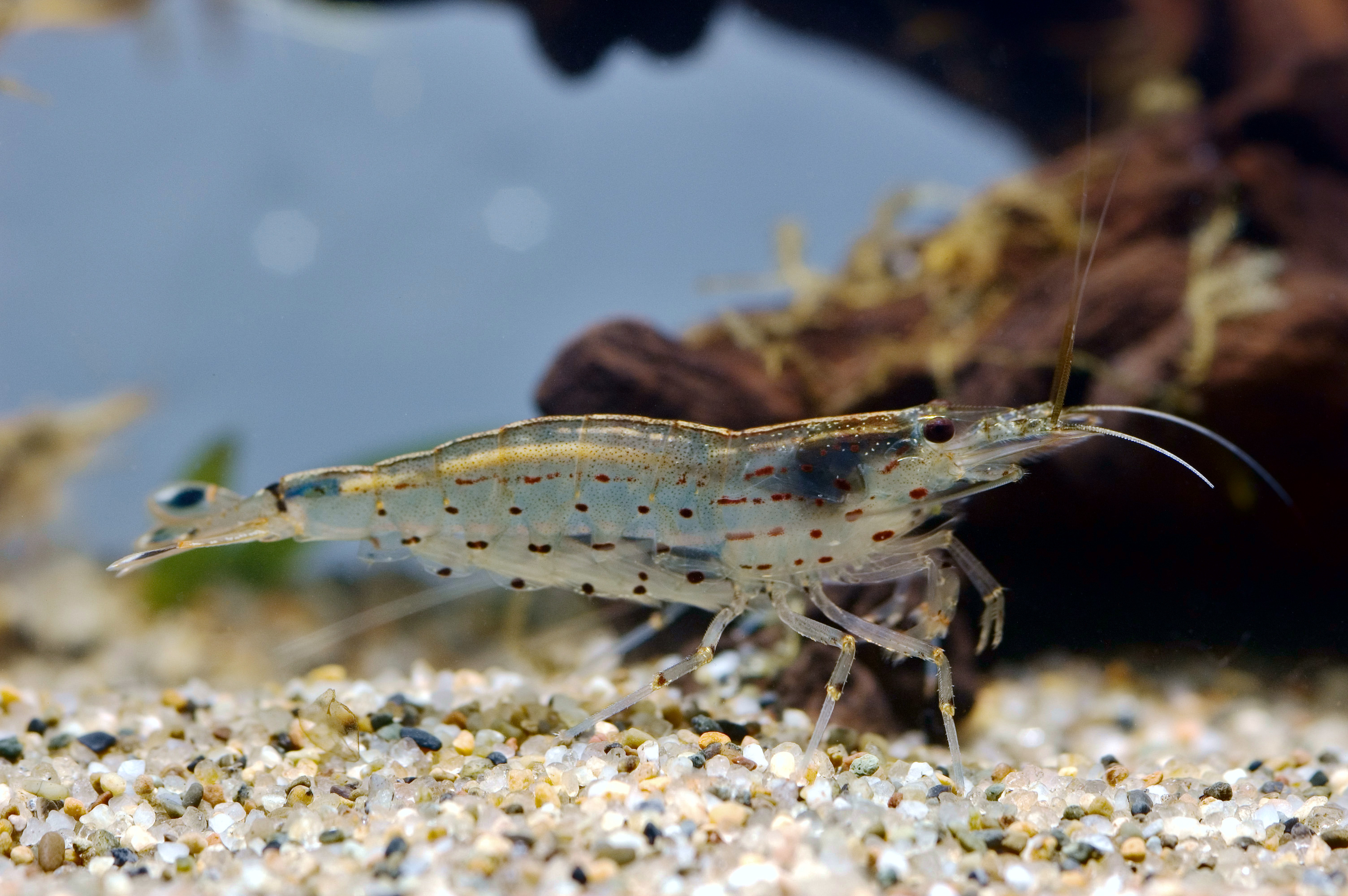
Креветка Caridina multidentata (креветка Амано)